# Колиба код Милунке
Колиба код Милунке je ресторан у самом центру Златибора, на адреси Обудовица бб. То је нови, адаптиран и реновинаран ресторан који се налази на месту бившег ресторана "Колиба". 

## О кафани
Ресторан Колиба код Милунке носи име по чувеној и познатој куварици Милунки у чију су се умешност спремања хране уверили многи. 
Ресторан у склопу објекта располаже са унутрашњим и спољашњим простором за госте. Башта се састоји од 90 места, док унутрашњи део може да угости 100 гостију. Испред ресторана се налази дечја играоница и паркинг простор. 

## Угоститељска понуда
Ресторан Колиба код Милунке у српском националном духу, нуди комплетну понуду националних јела и пића.
На менију су вина из следећих винарија: Опленац, Ковачевић, Радовановић, Александровић, На крај света Ковиљ, Алексић, Кадарка, Звонко Богдан и Тонковић Скадарка. Од ракија издвајају Монограм.
Из менија Колибе код Милунке - (Доручак и предјела: Лепиња са кајмаком, Комплет лепиња, Лепиња са претопом, Уштипци са кајмаком, Милункин доручак, Пита савијача, Златиборска закуска, Печурке на жару; Кувана јела: Телећа чорба, Чорбаст пасуљ, Свадбарски купус, Телећи рибић у кајмаку, Златиборска мућкалица, Динстана телетина, Телећи сач, Специјалитети од рибе: Филе димљене пастрмке Пастрмка, Сом у сусаму; Cпецијалитети са роштиља; Специјална понуда: Печена свињска плећка са кромпиром, Телећа ребарца са пекарским кромпиром, Ролована телетина, Ћурећи медаљони у сосу од сирева са грилованим поврћем, Свињски филе у сосу од вргања, Пилећи штапићи са сусамом; Посластице:Пита са вишњама, Палачинке са џемом, Баклава са шљивама, Пита са јабукама)

## Номинација за "Најбољи ресторан Србије"
Christabel Milbanke, ресторански критичар из Лондона је писмом подршке номиновао и предложио за награду "Најбољи ресторан Србије" Колибу код Милунке. 